# Cantó de Carbona
El cantó de Carbona és un cantó francès del departament de l'Alta Garona, a la regió d'Occitània. Està inclòs al districte de Muret, està format per 11 municipis i el cap cantonal és Carbona.

## Municipis
- Bòsc de la Pèira
- Capens
- Carbona
- Longatges
- Marcahava
- Mausac
- Montaut
- Montgasin
- Noèr
- Peishias
- Sent Somplesi